# Пас Алісія Гарсіядієго
Пас Алісія Гарсіядієго Охеда (ісп. Paz Alicia Garciadiego Ojeda; нар. 4 вересня 1949, Мехіко) — мексиканська сценаристка. Дружина Артуро Ріпштейна.

## Життєпис
Народилася 4 вересня 1949 року у Мехіко. Вивчала літературу та філософію у Національному автономному університеті Мексики (UNAM).
1986 року дебютувала зі сценарієм до фільму «Імперія долі» за романом «Золотий півень» Хуана Рульфо. Стрічка отримала 10 номінацій на премію Арієль і перемогла у 9 з них.
1996 року на 53-му Венеційському кінофестивалі отримала премію Золота Озелла за найкращий оригінальний сценарій — за кримінальну драму «Криваво-червоний», засновану на реальній історії американських серійних вбивць Реймонда Фернандеса і Марти Бек, страчених 1951 року.
2003 року разом з чоловіком отримала іспанське громадянство.
2013 року нагороджена медаллю Сальвадора Тоскано від Національної сінематеки і фонду Кармен Тоскано. 
2019 року удостоєна почесної премії Золотий Арієль за кар'єрні досягнення.

## Особисте життя
Чоловік — режисер Артуро Ріпштейн. У пари народилися двоє синів — Алехандро Ріпштейн, кіноредактор і продюсер, та Габріель Ріпштейн (1972), режисер і продюсер.

## Фільмографія
- 1986 — Імперія долі (ісп. El imperio de la fortuna)
- 1987 — Втішна брехня (ісп. Mentiras piadosas)
- 1988 — Тиха ніч (короткометражний) (ісп. Noche de paz)
- 1991 — Місто сліпих (ісп. Ciudad de ciegos)
- 1991 — Жінка з порту (ісп. La mujer del puerto)
- 1993 — Початок і кінець (ісп. Principio y fin)
- 1994 — Королева ночі (ісп. La reina de la noche)
- 1996 — Криваво-червоний (ісп. Profundo carmesí)
- 1998 — Євангеліє чудес (ісп. El evangelio de las maravillas)
- 1999 — Полковнику ніхто не пише (ісп. El coronel no tiene quien le escriba)
- 2000 — Таке життя (ісп. Así es la vida)
- 2000 — Біда всіх чоловіків (ісп. La perdición de los hombres)
- 2002 — Порочний незайманий (ісп. La virgen de la lujuria)
- 2006 — Карнавал в Содомі (ісп. El carnaval de Sodoma)
- 2011 — Причини серця (ісп. Las razones del corazón)
- 2015 — Холодна вулиця (ісп. La calle de la amargura)
- 2019 — Диявол між ногами (ісп. El diablo entre las piernas)

## Нагороди та номінації
Арієль
- 1997 — Номінація на найкращий оригінальний сценарій (Криваво-червоний).
- 2019 — Золотий Арієль за кар'єрні досягнення.

Венеційський кінофестиваль
- 1996 — Золота Озелла за найкращий сценарій (Криваво-червоний).

Міжнародний кінофестиваль у Сан-Себастьяні
- 2000 — Найкращий сценарій (Біда всіх чоловіків).

Гойя
- 2000 — Номінація на найкращий адаптований сценарій (Полковнику ніхто не пише).

Кінофестиваль у Боготі
- 1989 — Найкращий сценарій (Втішна брехня)